# آلن هولدزورث
آلن هولدزورث (انگلیسی: Allan Holdsworth; ۶ اوت ۱۹۴۶ – ۱۵ آوریل ۲۰۱۷) آهنگساز، گیتارنواز و تهیه‌کننده اهل بریتانیا بود. او بین سال‌های ۱۹۶۹ تا ۲۰۱۷ میلادی فعالیت می‌کرد و بیشتر با تک‌نوازی‌هایش در سبک جاز فیوژن شناخته می‌شود.
هولدزورث دوازده آلبوم استودیویی در سبک‌های گوناگون منتشر کرده و گیتارنوازان برجسته‌ای همچون ادی ون هیلن، جو ستریانی و اینگوی مالمستین به تأثیر او در کار خود اشاره کرده‌اند. فرانک زاپا زمانی او را جذاب‌ترین چهرهٔ گیتار در این سیاره نامید.